# P-01C
docomo SMART series P-01C（ドコモ スマート シリーズ ピー ゼロ いち シー）は、パナソニック モバイルコミュニケーションズによって開発された、NTTドコモの第三世代携帯電話（FOMA）端末であるdocomo SMART seriesの一つである。

## 概要
docomo SMART series P-03Bの後継機種にあたる。パナソニックのお家芸である基板を樹脂で固めるボードモールド工法により、2011年冬春モデルの２つ折タイプの携帯電話としては最薄の10.4mmの薄さを実現している。薄くとも強度を保つため、筐体にはステンレスが使われている。またそのステンレスに多層コーティングを施し、上質な光沢をだしている。
SMARTシリーズのキーボードは端末の薄さを出すために、いままでは凹凸の少ないものが多かったが、P-01Cにおいては、九州大学 福祉人間工学研究室との共同研究により、人間の指の動きや稼働範囲、荷重などを定量的に計測し、押しやすい透明感のある凹凸をいれたキーボードとなっている。ヒンジにはこれもパナソニックのお家芸であるワンプッシュオープンボタンが用意されている。
ケータイのエコナビ機能が搭載され、無駄な電力消費を抑える機能が強化されている。たとえばカメラやワンセグの無操作状態が一定時間続くと、自動OFFにしたり周囲の明るさに応じて画面の明るさとボタンのバックライトを自動調節される。
カメラは510画素、CMOSセンサーカメラが搭載されており、シーン別にカメラが自動認識するインテリジェントオートを搭載している。
また撮った写真をシーンやオートシャッターの種類で写真を分類するピクチャ分類や、日付別に分類することができる。
また作成したメール本文の内容に応じて、自動的にデコレーションをいっぱつで設定するかんたんデコメ機能が搭載されている。

## その他機能
ワンセグでは、試聴予約、録画予約、マルチウィンドウといった機能が全て利用可能となっている。また覗き見防止機能としてビューブラインドも搭載されている。更にブルーレイディスクレコーダーに録画した映像を、高画質のままケータイに転送して視聴できる。
| 主な対応サービス                   | 主な対応サービス                                                    | 主な対応サービス                       | 主な対応サービス                                     |
| ---------------------------------- | ------------------------------------------------------------------- | -------------------------------------- | ---------------------------------------------------- |
| タッチパネル                       | FOMAハイスピード （送信2.0Mbps/受信7.2Mbps）                        | Bluetooth                              | DCMX／おサイフケータイ                               |
| iアプリオンライン／地図アプリ      | 直感ゲーム／メガiアプリ                                             | iウィジェット                          | マチキャラ／iコンシェル（※）                         |
| ホームU／ポケットU                 | GPS／ケータイお探し                                                 | デコメール／デコメ絵文字／デコメアニメ | iチャネル                                            |
| 着もじ                             | テレビ電話 /キャラ電                                                | ケータイデータお預かりサービス         | フルブラウザ                                         |
| おまかせロック／バイオ認証         | 外部メモリーへiモードコンテンツ移行／ユーザーデータ一括バックアップ | トルカ                                 | iC通信／iCお引越しサービス                           |
| きせかえツール／ダイレクトメニュー | バーコードリーダ／名刺リーダ                                        | 2in1                                   | エリアメール／ソフトウェアーアップデート自動更新     |
| GSM／3Gローミング（WORLD WING）    | 着うたフル／うた・ホーダイ                                          | Music&Videoチャネル／ビデオクリップ    | デジタルオーディオプレーヤー(WMA)(AAC)(SDオーディオ) |

1. ↑  インカメラがないため、相手の顔を見ながら、自画像を送信することはできない（メインカメラを利用して自画像を送信することは可能）。

## プリインストールアプリ
プリインストールアプリはビジネスユースがターゲットということもあり、他の端末に比べ少ない。ドコモマーケットなどで必要なアプリケーションをインストールする必要がある。
| リバーシ                       | オセロ                                                                                            |
| ハイパー四川省                 | 定番パズル                                                                                        |
| ケータイTOOL＜辞書＞           | 日・英単語や語句の検索ができる「学研 辞スパ英和・和英辞書」、「学研 国語辞書」を搭載した総合辞書  |
| DCMXクレジットアプリ           | ケータイクレジット設定アプリ                                                                      |
| iD設定アプリ                   |                                                                                                   |
| ドコモWebメール                | ドコモWebメールのアプリメーラー（ドコモWebメール、Gmail他、PCメールのPOP,IMAPメール送受信アプリ） |
| マクドナルドトクするアプリ     | マクドナルドで使える割引クーポン「かざすクーポン」をダウンロード                                  |
| iCタグリーダー                 |                                                                                                   |
| E★エブリスタアプリ             | ケータイ総合雑誌「エブリスタプレミアム」掲載作品の更新情報をリアルタイムにチェックできるiアプリ   |
| 楽オク出品アプリ2              | 楽天オークション用アプリ、出品も可能                                                              |
| Mingle Mangle                  | パズルゲーム                                                                                      |
| モバイルSuica登録用ｉアプリ    |                                                                                                   |
| モバイルGoogleマップ           | Googleマップアプリ                                                                                |
| Gガイド番組表リモコン          | テレビ番組表とテレビリモコン機能が1つになったアプリ                                               |
| iアプリバンキング              | モバイルバンキングアプリ                                                                          |
| おサイフケータイ Webプラグイン | はおサイフケータイを便利にするiアプリ                                                             |

## 歴史
- 2010年11月8日 - F-01C・F-02C・F-03C・F-04C・F-05C・F-06C・L-01C・L-02C・L-03C・Optimus chat L-04C・N-01C・N-02C・N-03C・P-01C・P-02C・P-03C・SH-01C・SH-02C・LYNX 3D SH-03C・SH-04C・SH-05C・SH-06C・ブックリーダー SH-07C・TOUCH WOOD SH-08C・REGZA Phone T-01C・HW-01C・BlackBerry Curve 9300・フォトパネル03の開発並びに一部機種の発売を発表。
- 2010年12月16日 - 発売開始。

## 不具合
2011年2月17日に以下の不具合の修正がソフトウェアの更新でなされた。
修正点
- カメラ撮影時、シーン判別が誤作動する不具合。